# Quintanilla de las Carretas
Quintanilla de las Carretas es una localidad española del municipio de San Mamés de Burgos, en la provincia de Burgos, comunidad autónoma de Castilla y León.

## Localidades limítrofes
Confina con las siguientes localidades:
- Al norte con Tardajos.
- Al noreste con San Mamés de Burgos.
- Al este con Villacienzo y Renuncio.
- Al sur con Buniel.
- Al noroeste con Rabé de las Calzadas.

## Historia
Así se describe a Quintanilla de las Carretas en el tomo XIII del Diccionario geográfico-estadístico-histórico de España y sus posesiones de Ultramar, obra impulsada por Pascual Madoz a mediados del siglo XIX:

Lugar en la provincia, partido judicial, audiencia territorial y capitanía general de Burgos (1/2 legua), ayuntamiento de San Mamés (3/4), nullius diócesis. Está situado en una hondonada junto al camino real de Burgos a Valladolid; su clima es bastante benigno, reinan principalmente los vientos N, S y O, y las enfermedades más comunes son las fiebres intermitentes. Se compone de unas 30 casas, un parador de propiedad particular; escuela de primera enseñanza, a la que concurren de 14 a 16 niños, dotada con 16 fanegas de grano; una iglesia parroquial matriz (San Miguel Arcángel), con curato de provisión del gran Basilio de la orden de San Juan de Jerusalén y un cementerio contiguo; los moradores se surten de las aguas de 2 fuentes y de las del río Arlanzón. El término confina N San Mamés; E y S Buniel, y O Rabé y Tardajos. Su terreno es de mediana calidad, dividiéndose en de secano y regadío, cuya última clase solo comprende una décima parte; de las mencionadas fuentes y otros manantiales se forma un arroyo sin nombre que cruza por el pueblo y a 300 varas de este pasa el río Arlanzón, sobre el cual hay un puente a distancia de ½ legua. Caminos: el real que conduce de Burgos a Valladolid, en buen estado. Correos: se reciben de aquella ciudad por los mismos particulares. Las producciones: son trigo alaga y mocho, cebada, avena, yeros, titos, lino y patatas; cría ganado lanar; caza de codornices, y pesca de truchas, barbos, anguilas, bermejos, cangrejos y otros peces menores. Industria: la agrícola. Población: 16 vecinos, 61 almas. Capital productivo: 259.400 reales. Imponible: 23.018. Contribución: 1.424 reales 23 maravedíes.
Diccionario geográfico-estadístico-histórico de España y sus posesiones de Ultramar

## Patrimonio
- Iglesia parroquial de San Miguel Arcángel.[1][2]
- Puente de Quintanilleja
- Estación de tren de Quintanilleja